# Essé
För andra betydelser, se Esse (olika betydelser).
Essé är en kommun i departementet Ille-et-Vilaine i regionen Bretagne i nordvästra Frankrike. Kommunen ligger i kantonen Retiers som tillhör arrondissementet Fougères-Vitré. År 2022 hade Essé 1 028 invånare.

## Befolkningsutveckling
Antalet invånare i kommunen Essé
Referens:INSEE